# دلتا کژدم
دلتا کژدم یک ستاره‌ی دوگانه در صورت فلکی عقرب است و یک ستاره‌ی متغیر ذات‌الکرسی می‌باشد. به دلیل مواد اطراف آن، میزان روشنایی این ستاره متغیر است و به طور نامنظم چند صدم بزرگی را نشان می‌دهد. در ژوئن سال 2000 قدر روشنایی این ستاره توسط سباستین اوترو (Sebastian Otero) اندازه‌گیری شد و 0,1 روشن‌تر از حد معمول مشاهده شد. از آن زمان تا کنون این میزان متغیر بوده است و حتی به قدر ظاهری 0,6 نیز رسیده است. طیفی که پس از شروع انفجار اندازه‌گیری شده است، نشان می‌دهد که این ستاره در حال پرتاب گازهای درخشان از منطقه استوایی خود است.
نام‌گذاری دلتا کژدم δ Scorpii به لاتین (Delta Scorpii)  نام سیستم (Bayar) است. دو اجزای آن به ترتیب دلتا کژدم A و دلتا کژدم B نامیده می‌شوند. نام سنتی دلتا کژدم Dschubba می‌باشد. در سال 2016 اتحادیه‌ی بین‌المللی اخترشناسی (IAU) ، کارگروهی در زمینه‌ی اسامی ستارگان (WGSN) که هدف‌شان طبقه‌بندی و استاندارسازی اسامی مناسب برای ستارگان است، تشکیل داد.  کارگروه (WGSN) نام Dschubba را در تاریخ 21 اگوست 2016 برای دلتا کژدم به تصویب رساند و این نام در لیست نام‌های مورد تایید (IAU) موجود است.
خواص دلتا کژدم زمانی به عنوان استاندار طیف‌سنجی برای طبقه‌بندی B0 IV استفاده می‌شده است، اما اکنون غیرمعمول و متغیر در نظر گرفته می‌شود. ستاره‌ی دلتا کژدم آ (δ Scorpii A)  با یک حلقه از مواد چرخان، توسط یه ستاره که در حال چرخش سریع است، احاطه شده است. ستاره‌ی دلتا کژدم ب (δ Scorpii B)، هر 10.5 سال یک بار حول مدار بیضی‌شکل کشیده‌ای میچرخد.